# Front Ludowy Mołdawii

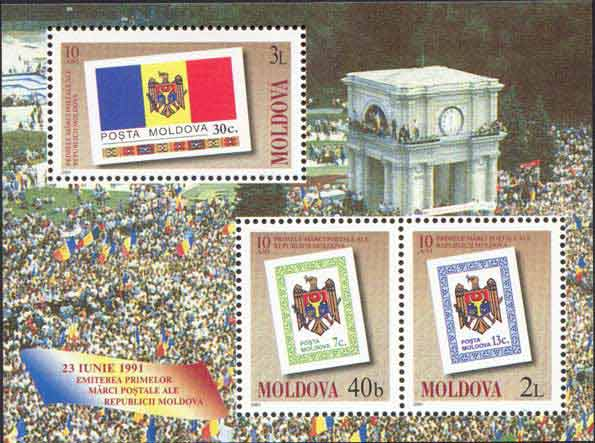
Manifestacja Frontu nazwana Wielkim Zgromadzeniem Narodowym na mołdawskim znaczku

Front Ludowy Mołdawii, w literaturze także jako Mołdawski Front Ludowy (język rum.  Frontul Popular din Moldova) – ruch polityczny działający w latach 1989-1992 początkowo w Mołdawskiej SRR, a następnie w niepodległej Mołdawii. Ruch głosił hasła odrodzenia narodowego Mołdawian, nadaniu językowi mołdawskiemu (rumuńskiemu) statusu jedynego języka oficjalnego w radzieckiej Mołdawii, przywróceniu alfabetu łacińskiego do zapisywania tego języka. Jego program miał również wyraźne oblicze antyrosyjskie. W dalszej perspektywie działacze frontu domagali się unifikacji Mołdawii z Rumunią. Postulaty Frontu w zakresie języka zostały zrealizowane w latach 1988-1991. W okresie tym tworzony przez intelektualistów Front gromadził na swoich demonstracjach i wiecach dziesiątki tysięcy osób; największą, 300-tysięczną w dniu 27 sierpnia 1989, nazwano Wielkim Zgromadzeniem Narodowym. Równocześnie nacjonalistyczne akcenty w programie Frontu doprowadziły do wybuchu konfliktów wewnętrznych w Mołdawii - o status Gagauzji oraz Naddniestrza, obszarów, na których zdeklarowani Mołdawianie byli w mniejszości. 
W 1992 ruch przekształcił się w partię polityczną o nazwie Chrześcijańsko-Demokratyczny Front Ludowy. W niepodległej Mołdawii nie odgrywał już jednak większej roli, gdyż społeczeństwo było rozczarowane brakiem perspektyw zjednoczenia z Rumunią (rozwiązaniem takim niezainteresowany był rząd w Bukareszcie) i klęską wojsk mołdawskich w wojnie o Naddniestrze w 1992. 

## Historia

### Demokratyczny Ruch na rzecz Przebudowy (1988-1989)

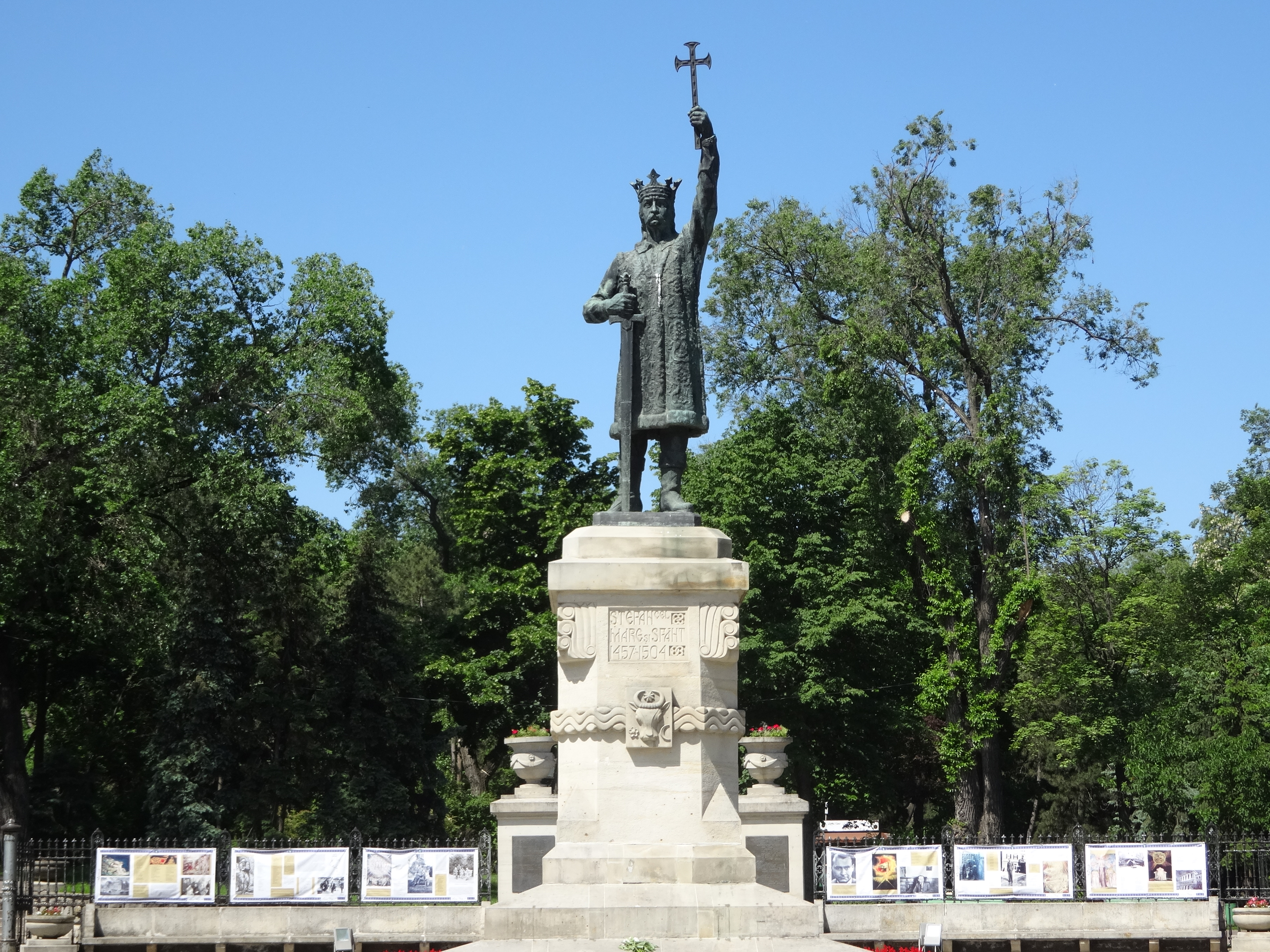
Pod pomnikiem Stefana Wielkiego w Kiszyniowie odbywały się manifestacje Demokratycznego Ruchu na rzecz Przebudowy

W 1988, w atmosferze przemian politycznych obejmujących cały Związek Radziecki, w Mołdawskiej SRR zaczął kształtować się ruch, tworzony głównie przez młodzież i intelektualistów, głoszący hasła podniesienia statusu języka mołdawskiego (rumuńskiego) w republice do statusu języka państwowego. Uczestników ruchu łączyły również silnie antyrosyjskie poglądy. W rocznicę urodzenia poety Alexeia Mateevicia członkowie ruchu zorganizowali publiczny mityng przy pomniku Stefana Wielkiego w Kiszyniowie. 27 maja 1988 działacze ruchu wyrazili publicznie nieufność wobec władz Mołdawskiej SRR, zaś miesiąc później zorganizowali w Kiszyniowie zgromadzenie publiczne o antyrosyjskim wydźwięku. Następnie 3 września aktywiści ogłosili powstanie Demokratycznego Ruchu na rzecz Przebudowy, a czternaście dni później 66 intelektualistów wyłożyło swoje żądania dotyczące języka mołdawskiego w liście otwartym. Wezwali do tego, by język ten był zapisywany alfabetem łacińskim, a nie cyrylicą. Na wczesnym etapie działania Ruchu obecni byli w nim również zwolennicy pieriestrojki i całe organizacje z gagauskiej i naddniestrzańskiej części Mołdawii. Kluczową rolę w Ruchu odgrywali jednak działacze prorumuńscy, a głoszone przez nich nacjonalistyczne hasła zniechęciły przedstawicieli mniejszości. Antyrosyjska postawa mołdawskiej inteligencji stanowiła reakcję na utrzymujące się po II wojnie światowej uprzywilejowanie rosyjskojęzycznych obywateli Mołdawskiej SRR w dostępie do kierowniczych stanowisk w administracji, partii komunistycznej, przemyśle, jak również do pracy naukowej na uczelniach. W 1989 r. blisko 2/3 kierowniczych stanowisk w przemyśle i administracji Mołdawskiej SRR zajmowali obywatele rosyjskojęzyczni, stanowili oni również 2/3 członków partii komunistycznej i 68% kadry naukowej uczelni wyższych. Tymczasem posługujący się językiem mołdawskim (rumuńskim) obywatele byli w republice większością (65%). Skłaniało to młodą inteligencję mołdawską do zwracania się ku idei panrumuńskiej, fascynacji kulturą Rumunii.  
Do końca roku Ruch sformował 300 lokalnych grup wsparcia, prowadził dziewięć zespołów tematycznych (ds. prawa, gospodarki, historii, kultury, oświaty, języka, ekonomii, ekologii, kontaktów zagranicznych), miał struktury w 19 miastach i okręgach Mołdawskiej SRR, utrzymywał kontakty z nowo powstałymi organizacjami narodowymi łotewskimi i estońskimi oraz z litewskim Sajudisem. Na jego publiczne zgromadzenia przybywały tysiące manifestantów. Podczas mityngów Ruchu padały agresywne hasła antyrosyjskie, wezwania do rozwiązań siłowych, przymusowej rumunizacji ludności Mołdawii, mołdawscy nacjonaliści wzywali wręcz do wywiezienia lub wymordowania Rosjan żyjących w Mołdawskiej SRR. 26 lutego 1990 po wiecu ruchu w stolicy republiki pierwszy raz doszło do starć demonstrantów z policją, w Kiszyniowie dochodziło również do agresji fizycznej wobec osób mówiących publicznie po rosyjsku. Według Janusza Solaka Komunistyczna Partia Mołdawii nie reagowała na te wydarzenia lub była skłonna popierać Ruch, natomiast Piotr Oleksy twierdzi, że mołdawscy komuniści nie byli w ogóle skłonni negocjować z przedstawicielami organizacji o ich postulatach, co w rezultacie przełożyło się na radykalizację nacjonalistycznych haseł. Wcześniej, 25 stycznia 1989 na łamach prasy pojawił się wspierany przez ruch projekt ustawy językowej przewidujący odpowiedzialność karną za wygłaszanie wystąpień publicznych w Mołdawii w innym języku niż rumuński.
Ustawy językowe w brzmieniu odpowiadającym oczekiwaniom Ruchu zostały przyjęte przez prezydium Rady Najwyższej Mołdawskiej SRR w marcu 1989 i 31 marca podane do wiadomości publicznej. Wywołało to ogromne niezadowolenie w naddniestrzańskiej części Mołdawii, w której dominowała ludność posługująca się na co dzień językiem rosyjskim, jednak jej protest wystosowany do władz partyjnych pozostał bez odpowiedzi. 
14 maja w Kiszyniowie wybuchły antyrosyjskie rozruchy, podczas których w niewyjaśnionych okolicznościach zginęła jedna osoba - nastoletni Dmitrij Matiuszyn.

### Front Ludowy Mołdawii (1989-1991)

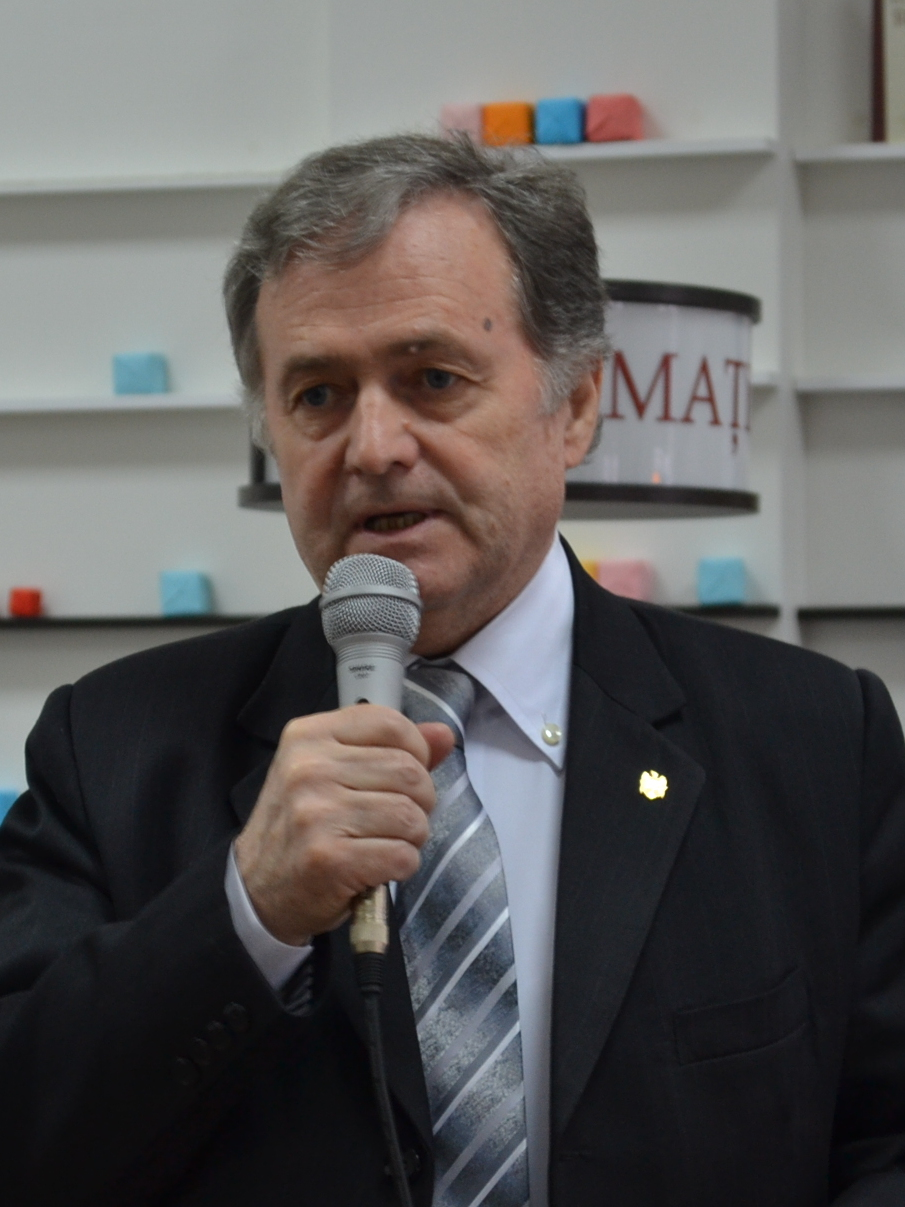
Ion Hadârcă

20 maja 1989 Demokratyczny Ruch na rzecz Przebudowy oficjalnie przekształcił się we Front Ludowy Mołdawii. Nowa organizacja miała nieco inny program polityczny niż poprzedniczka. W odróżnieniu od Ruchu nie domagała się już m.in. autonomii terytorialnej dla Gagauzji ani zjednoczenia Mołdawii z Rumunią, głosząc mołdawianizm. W jego retoryce nadal obecne były skrajnie szowinistyczne hasła wymierzone w Rosjan, Gagauzów i Żydów, głosiła je m.in. jedna z najsłynniejszych działaczek Frontu poetka Leonida Lari. W 1989 Front miał 26 okręgowych komitetów koordynacyjnych, 500 grup terenowych i łącznie 150 tys. członków. Zyskał ogromny poklask wśród intelektualistów i dziennikarzy; jego najsilniejsze komórki powstały przy mołdawskim radiu i telewizji oraz w Akademii Nauk Mołdawskiej SRR. Przewodniczącym Frontu był Ion Hadârcă, a organem prasowym organizacji pismo "Țara". 27 sierpnia 1989 Front zorganizował wiec przez budynkiem rządu w Kiszyniowie, który zgromadził 300 tys. osób i został potem nazwany Wielkim Zgromadzeniem Narodowym. Pod naciskiem masowego ruchu cztery dni później przyjęta została ustawa wprowadzająca alfabet łaciński do zapisywania języka mołdawskiego zamiast cyrylicy. W przyjętej 31 sierpnia 1989 ustawie Rada Najwyższa Mołdawskiej SRR decydowała, zgodnie z oczekiwaniami Frontu Ludowego Mołdawii, że język mołdawski, tożsamy z rumuńskim, stał się językiem państwowym. Rady miejskie Tyraspola i Bender wystąpiły przeciwko ustawie, ogłaszając, że na terenie obu miast nie będzie stosowana.
W proteście przeciwko postulatom Frontu w sferze językowej i atakom na Rosjan (i osoby rosyjskojęzyczne) w Tyraspolu ukonstytuowała się Połączona Rada Kolektywów Pracowniczych, w sierpniu 1989 wybuchły protesty i strajki w Tyraspolu, Benderach i Rybnicy inicjowane m.in. przez miejscowych działaczy partyjnych i kadry zarządzające zakładami, których pozycja była bezpośrednio zagrożona przez działalność Frontu i głoszony przez niego prorumuński program.
11 lutego 1990 Front opracował platformę wyborczą, z którą wystartował w wyborach parlamentarnych dwa tygodnie później. Rywalizując z Komunistyczną Partią Mołdawii, zdobył jedną trzecią mandatów w Kiszyniowie, a w skali całego kraju 27% głosów (120 z 380 mandatów), po czym objął władzę w republice razem z reformatorsko nastawionymi komunistami. Działacze Frontu i ich sojusznicy uzyskali absolutną większość w parlamencie, gdy w proteście przeciwko kolejnym prorumuńskim i antyrosyjskim ustawom z jego prac wycofali się reprezentanci Naddniestrza (22 maja 1990) i Gagauzji. 26 maja szefem nowego rządu został Mircea Druc. Nowe władze otwarcie głosiły ideę zjednoczenia Mołdawii z Rumunią. 6 maja 1990 w porozumieniu z narodowymi organizacjami rumuńskimi działacze Frontu zorganizowali protest nad Prutem nazwany mostem kwiatów. Wzywano podczas niego do wolnego przepływu osób i towarów przez granicę rumuńsko-mołdawską, nazywaną "rumuńsko-rumuńską". Rząd Mircei Druka doprowadził do wyeliminowania osób niemówiących po rumuńsku z pracy w instytucjach kulturalnych. Okres od wiosny do jesieni 1990 był czasem największej radykalizacji Frontu. 
30 czerwca-1 lipca w Kiszyniowie obradował II kongres Frontu, podczas którego domagano się ogłoszenia niepodległości Mołdawii, przystąpienia do ONZ, wycofania wojsk radzieckich z Mołdawii, zdelegalizowania Komunistycznej Partii Mołdawii i zakazu przyłączania się do Frontu przez jej byłych członków, przyjęcia narodowej symboliki rumuńskiej (hymn Rumunii został po zjeździe przyjęty jako hymn samej organizacji), powtórnego przyłączenia prawosławnej eparchii kiszyniowskiej do Rumuńskiego Kościoła Prawosławnego. 30 września Front wysunął postulat oparcia ekonomiki niepodległej Mołdawii na zasadach gospodarki rynkowej. Pierwszy przewodniczący organizacji podał się do dymisji.
Równocześnie w II połowie 1990 władze w Kiszyniowie de facto straciły kontrolę nad Gagauzją (w sierpniu 1990) i Naddniestrzem (sierpień-wrzesień 1990), regionami, które zdecydowanie odrzucały perspektywę integracji z Rumunią. W październiku 1990 związani z Frontem nacjonaliści usiłowali przy pomocy własnych bojówek odzyskać kontrolę nad Gagauzją (tzw. marsz na Gagauzję). 

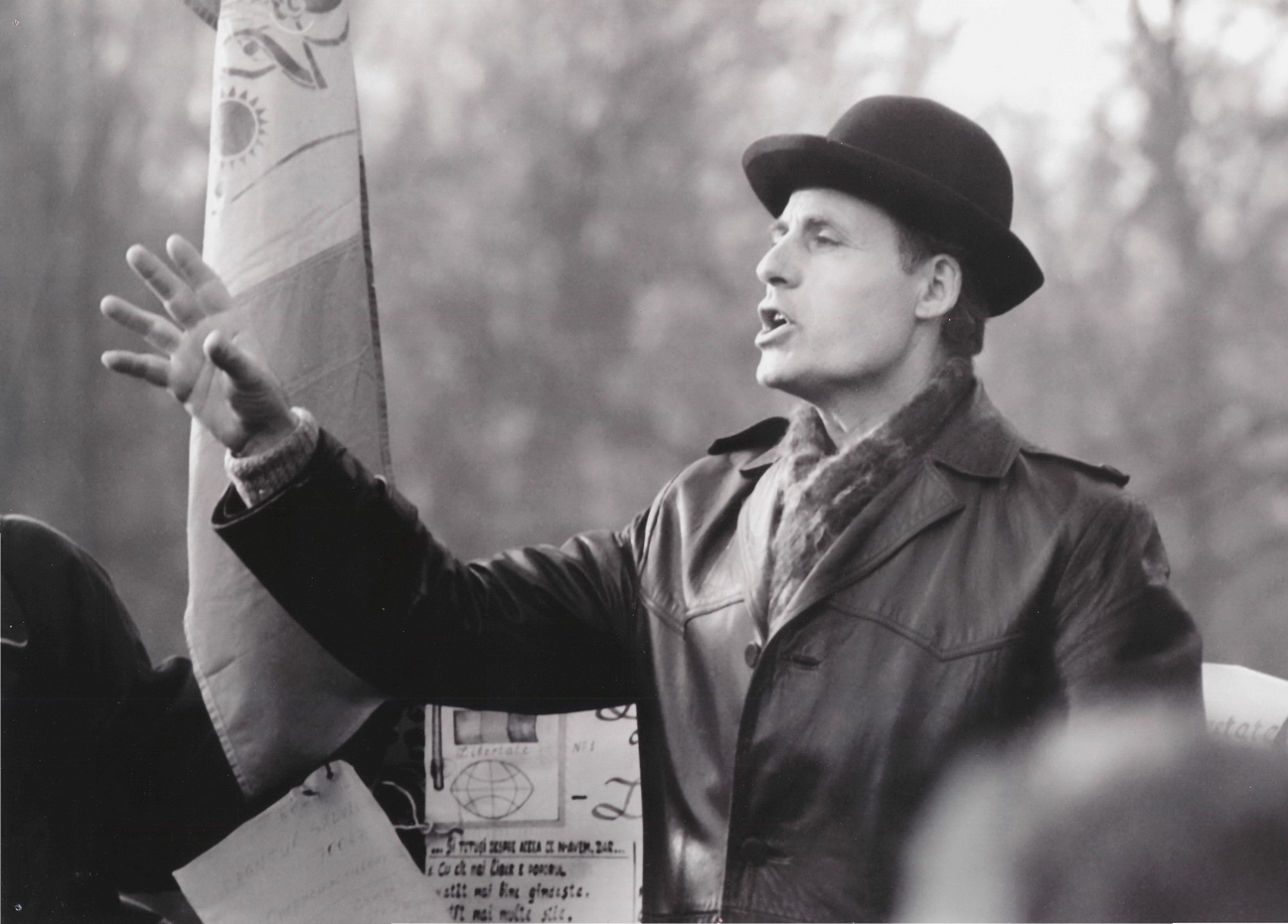
Gheorghe Ghimpu przemawia na wiecu Frontu, marzec 1991

10 maja 1991 Front podczas kolejnego mityngu w Kiszyniowie domagał się natychmiastowego ogłoszenia niepodległości przez Mołdawię, ustanowienia narodowej waluty, sprywatyzowania banku państwowego oraz konfiskaty majątku Komunistycznej Partii Mołdawii. Głoszenie haseł panrumuńskich, utworzenia Wielkiej Rumunii poprzez zjednoczenie Mołdawii i Rumunii nie cieszyło się jednak szczególną popularnością. W maju 1991 w klubie parlamentarnym Frontu pozostało tylko 20 deputowanych. 

### W niepodległej Mołdawii
Deklaracja niepodległości Mołdawii, przyjęta 27 sierpnia 1991, sugerowała wprost zamiar nie budowania niepodległego państwa w dalszej perspektywie, ale przyłączenia się do Rumunii. Potępiono w niej przyłączenie Besarabii do Imperium Rosyjskiego w XIX w. oraz wkroczenie wojsk ZSRR do Besarabii w związku z postanowieniami paktu Ribbentrop-Mołotow. Jako symbole narodowe nowego państwa przyjęto hymn i flagę Rumunii, a język urzędowy nazywano odtąd rumuńskim. W 1992 władze mołdawskie wywodzące się z Frontu podjęły próbę siłowego, zbrojnego odzyskania kontroli nad Naddniestrzem, jednak pięciomiesięczna wojna, w której stronę naddniestrzańską wsparły stacjonujące w regionie wojska rosyjskie, zakończyła się klęską Kiszyniowa. Również Rumunia nie wykazywała takiego zainteresowania zjednoczeniem z Mołdawią, jak Front Ludowy Mołdawii. Jeszcze przed zbrojną fazą konfliktu naddniestrzańskiego, w lutym 1992, Front przekształcił się w partię polityczną - Chrześcijańsko-Demokratyczny Front Ludowy. Nadal głosił unifikację z Rumunią i zdawał się pogodzić z utratą Naddniestrza. Rozczarowanie tym faktem oraz klęską podniesioną w wojnie o Naddniestrze sprawiło, że Front przegrał wybory parlamentarne w lutym 1994, uzyskując tylko 7,5% głosów. Stracił również dawne wpływy w społeczeństwie; na jego manifestacje i wiece przychodziło w 1992-1993 co najwyżej kilkaset osób.